# 콘스탄틴 라브로넨코
콘스탄틴 라브로넨코(Konstantin Lavronenko, 1961년 4월 20일 ~ )는 소련의 연극 배우, 영화배우, 텔레비전 배우이다.
로스토프나도누에서 태어났다.

## 영화
- 코마 (2019년) - 얀 역
- 블랙아웃: 인베이젼 어스 (2019년) - 돌마토프 역
- 더 테리토리 (2015년)
- 내 이름을 불러줘 (2014년)
- 삼총사 2014 (2012년)
- 테라 노바 (2008년)
- 낫 고너 겟 어스 (2007년)
- 추방 (2007년)
- 스파이 엔젤 (2005년)
- 마스터 (2005년)
- 리턴 (2003년) - 아버지 역